# Arthur Lützner

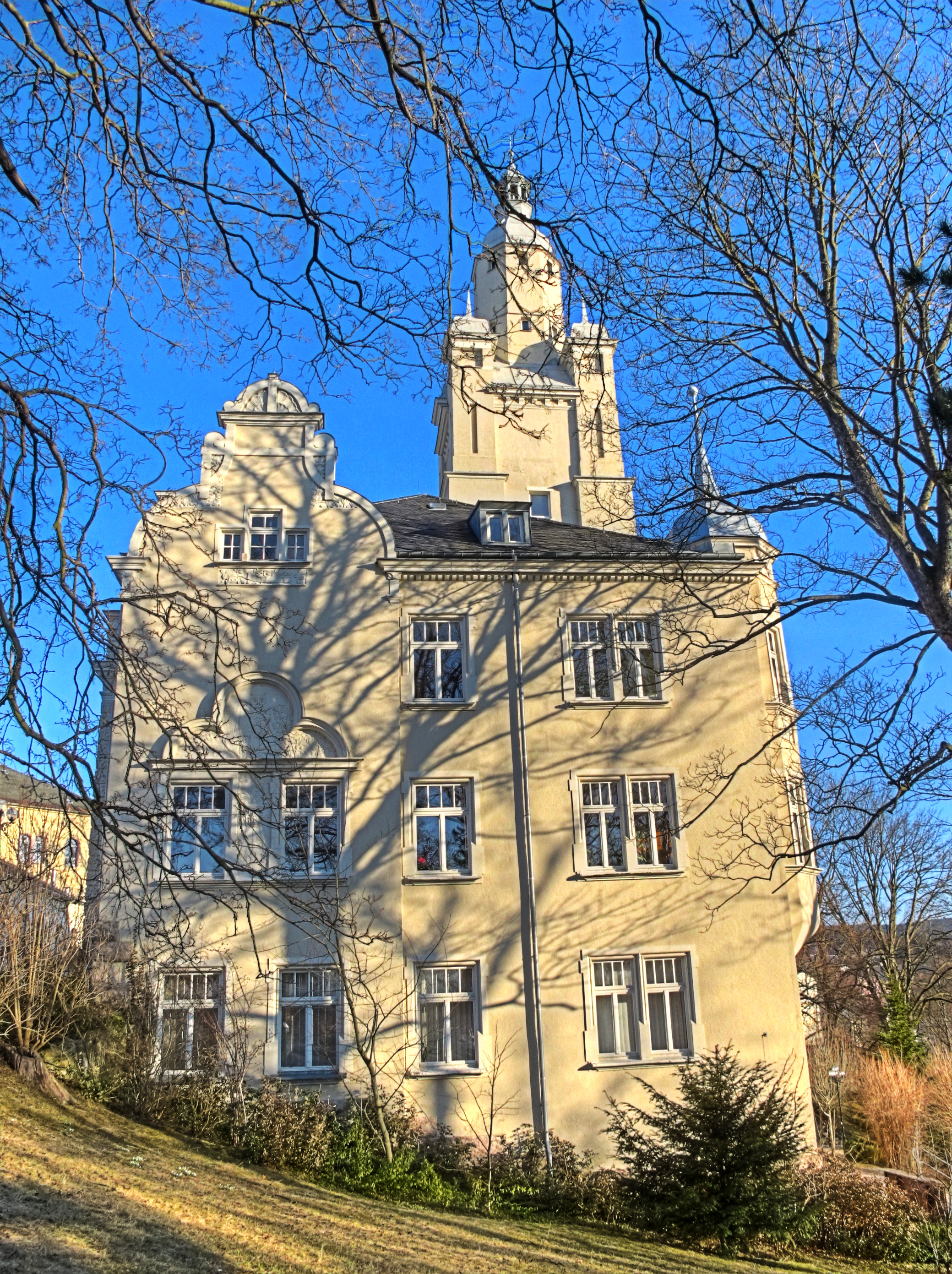
Eibenstocker Rathaus

Arthur Lützner (* im 19. Jahrhundert; † im 20. Jahrhundert) war ein deutscher Architekt und Baubeamter.
Lützner stammte aus Schloßchemnitz. Er bekam um Ostern 1895 als Schüler bzw. Student aufgrund seiner besonderen Leistungen vom sächsischen Ministerium des Inneren eine bronzene Preismedaille verliehen und arbeitete später als Stadtbaumeister in Eibenstock. Dort errichtete er mehrere bedeutende Bauwerke, dazu zählen u. a. das neue Rathaus (1906/1907) und das Bühlhaus (1909). Seine Bauten entstanden überwiegend im Stil des Historismus, aber auch im erzgebirgischen Baudenstil.